# Prochasma mimica
Prochasma mimica är en fjärilsart som beskrevs av W. Warren 1897. Prochasma mimica ingår i släktet Prochasma och familjen mätare. Inga underarter finns listade i Catalogue of Life.